# جوزيف كيلي
جوزيف كيلي (بالإنجليزية: Joey Kelly)‏ (و. 1972  م) هو موسيقي، ومغني، ورياضي، ورائد أعمال من إسبانيا، والولايات المتحدة، وجمهورية أيرلندا، ولد في طليطلة.

## وصلات خارجية
- جوزيف كيلي على موقع IMDb (الإنجليزية)
- جوزيف كيلي على موقع ميوزك برينز (الإنجليزية)
- جوزيف كيلي على موقع ديسكوغز (الإنجليزية)
- جوزيف كيلي على موقع قاعدة بيانات الفيلم (الإنجليزية)

- جوزيف كيلي في قاعدة بيانات الأفلام على الإنترنت